# Poeciliopsis latidens
Poeciliopsis latidens es un pez de la familia de los poecílidos en el orden de los ciprinodontiformes.

## Morfología
Los machos pueden alcanzar los 5 cm de longitud total.

## Distribución geográfica
Se encuentran en Norteamérica: México.